# Anscheinsvollmacht
Die Anscheinsvollmacht ist ein Sonderfall der Vertretungsmacht. Sie bezeichnet den zurechenbaren Rechtsschein einer Vollmacht. Grundsätzlich wird Vertretungsmacht entweder kraft Gesetzes angeordnet, zum Beispiel vertreten die Eltern ihr minderjähriges Kind gemäß § 1929 BGB aus gesetzlich vorgeschriebenen Gründen, oder aber aufgrund einer rechtsgeschäftlichen Vollmachtserteilung gemäß § 167 BGB, also kraft Vereinbarung. Bei einer Anscheinsvollmacht liegt weder aus dem einen noch aus dem anderen Grund Vertretungsmacht vor; vielmehr muss der Vertretene sich das Auftreten seines Vertreters zurechnen lassen, weil er trotz einer gewissen Häufigkeit und Dauer nicht dagegen einschreitet. Bei Gutgläubigkeit des Geschäftspartners als Drittem wird das Rechtsgeschäft kraft Rechtsscheins wirksam.
Ein zweiter Sonderfall dieser Art ist die Duldungsvollmacht. Im Unterschied zur Anscheinsvollmacht, bei der der Vertretene gegebenenfalls keine positive Kenntnis vom Auftreten seines Vertreters hat, kennt der Vertretene das Auftreten „seines“ Vertreters, duldet es aber.

## Merkmale und Voraussetzungen
Da eine Anscheinsvollmacht den Vertretenen gegenüber einem Dritten bindet, obwohl weder gesetzliche noch rechtsgeschäftliche Vertretungsmacht beim Vertreter vorliegt, ist sie nur unter engen Voraussetzungen zulässig. 
So bedarf es einer gewissen Häufigkeit und Dauer des Auftretens eines Vertreters. Um den Anschein von Vertretungsmacht zu suggerieren, genügt ein scheinbar legitimiertes aber lediglich einmaliges Auftreten des Vertreters für den Vertretenen nicht. Rechtsanmaßungen des Vertreters können den Vertretenen hingegen nicht binden. 
Hinzutreten muss, dass der Vertretene dies bei pflichtgemäßer Sorgfaltsausübung hätte erkennen und verhindern können. Ein fahrlässiges Gewährenlassen wird ihm insoweit zugerechnet. Voraussetzung in der Person des Vertretenen ist allerdings, dass er selbst geschäftsfähig ist, eine Voraussetzung, die er bei eigenen Erklärungen gegenüber Geschäftspartnern mitbringen muss. 
Der Geschäftspartner (Dritte) wiederum muss gutgläubig sein, er muss mithin darauf vertrauen dürfen, dass der ihm gegenüber Auftretende Vertretungsmacht innehat und den Vertretenen rechtsgeschäftlich binden darf. Das heißt, der Dritte darf beim Abschluss des Vertretergeschäftes weder Kenntnis vom Fehlen der Vollmacht gehabt haben, noch darf er aufgrund der Umstände Anlass zu Zweifeln an der Vertretungsbefugnis des angeblich Bevollmächtigten gehabt haben. Für den Dritten (Geschäftspartner) entsteht der Rechtsschein in eine bestehende Vertretungsmacht des Vertreters und dieser Rechtsschein ist dann kausal für sein Handeln. 
Liegen diese Voraussetzungen vollständig vor, werden nach herrschender Meinung die Regeln einer Vollmacht analog angewandt. Nach anderer Auffassung sollen die Regeln einer konkludent erklärten Vollmacht greifen.
Da nach deutschem Recht die Vollmacht nicht nur durch Erklärung gegenüber dem Vertreter (sogenannte Innenvollmacht), sondern auch durch Erklärung gegenüber dem Dritten (sogenannte Außenvollmacht) begründet werden kann, liegt nach deutschem Recht in vielen Fällen, in denen Anscheinsvollmacht zu bejahen ist, zugleich echte Außenvollmacht vor. Das trifft häufig dann zu, wenn der Dritte aufgrund der äußeren Stellung, die der Vertretene dem angeblich Bevollmächtigten eingeräumt hat, nach Treu und Glauben auf eine Außenvollmacht schließen darf. Hierin liegt eine Abgrenzungsfrage.

## Abweichende Auffassungen
Von einem Teil der Lehre wird die Anscheinsvollmacht abgelehnt. Sie stellt überwiegend auf willenstheoretische Auffassungen ab, gemäß welchen es für die Frage, ob ein Vertretergeschäft zustande gekommen ist, vornehmlich auf den Willen des Vollmachtgebers ankommt.
Dieter Medicus führt aus, dass nach der Systematik des BGB keine Haftung auf den Erfüllungsschaden bestehen könne. Im Gegensatz zur bewussten Kundgabe der Bevollmächtigung eines Vertreters in den § 171 Abs. 1, § 172 Abs. 1 BGB liege der Anscheinsvollmacht bloße Fahrlässigkeit zugrunde. Richtig sei daher lediglich ein Haftungsanspruch gegen den Vertretenen aus culpa in contrahendo in Höhe des Vertrauensschaden.
Werner Flume verneint die Existenz von Rechtsscheinstatbeständen überhaupt. Das gesamte Stellvertretungsrecht fuße vielmehr auf Willenserklärungen; auch einer Duldungsvollmacht liege eine Willenserklärung zugrunde, ebenso sei eine Vollmachtsurkunde eine Willenserklärung „to whom it may concern“, die nur demjenigen gegenüber, welchem sie vorgezeigt wird, wirksam werde. Die Anscheinsvollmacht, der kein bewusstes Handeln des Vertretenen zugrunde liege, begründe allenfalls eine Haftung auf den Vertrauensschaden aus culpa in contrahendo. Zudem führt Flume aus, dass die Anscheinsvollmacht entgegen der Auffassung des BGH nicht anerkannten Rechtsgrundsätzen entspreche und erst recht nicht Gewohnheitsrecht sei.

## Schweiz
Eine ausdrückliche gesetzliche Grundlage für die Anscheinsvollmacht gibt es weder im schweizerischen noch im deutschen Recht.
Es gibt in ersterem lediglich die Vollmachtskundgabe (zu der u. a. auch das Ausstellen einer Vollmachtsurkunde gehört), bei deren Vorliegen der gutgläubige Dritte in seinem Vertrauen auf diese Vollmachtskundgabe auch dann geschützt wird, wenn die Vollmacht nicht, nicht mehr oder anders besteht, als kundgegeben. Die Kundgabe kann ausdrücklich oder stillschweigend (konkludent) erfolgen. Ein Erklärungsbewusstsein des Kundgebenden ist nach schweizerischer Rechtsauffassung nicht erforderlich. Entscheidend ist, ob der Dritte das Verhalten des vermeintlich Kundgebenden nach Treu und Glaube als Vollmachtskundgabe verstehen durfte und musste (Vertrauensprinzip).
In Analogie zu diesem gesetzlichen Tatbestand der Vollmachtskundgabe hat das schweizerische Bundesgericht in einer reichen Praxis das Vertrauen des gutgläubigen Dritten auch in allen anderen Fällen geschützt, in denen der vermeintliche Vollmachtgeber dem vermeintlichen Bevollmächtigten eine Stellung einräumt, mit welcher nach Treu und Glauben die Vollmacht für bestimmte Rechtsgeschäfte verbunden ist.
In Deutschland, wo der Schutz des Vertrauens in einen (schuldhaft) veranlassten Rechtsschein als allgemeiner Rechtsgrundsatz anerkannt ist, ist der Schutz des Dritten als Haftung für veranlassten Rechtsschein konzipiert. Das Schweizerische Recht kennt, jedenfalls gemäß der wohl noch herrschenden Auffassung, keinen allgemeinen Schutz des Vertrauens Gutgläubiger beim Vorliegen von Rechtsmängeln, sondern schützt den guten Glauben nur in den vom Gesetz vorgesehenen Fällen, die jedoch analogiefähig sind.

## Gerichtsentscheide
- BGH, Urteil vom 12. Februar 1952 – I ZR 96/51 –, BGHZ 5, 111–116.
- BGH, Urteil vom 10. März 1953 – I ZR 76/52 –, BGH LM Nr. 4 zu § 167 BGB.